# 2025년 일본 애니메이션
2025년의 일본의 애니메이션 행사를 나열한 것이다.

## 개봉작

### 영화
2025년 1월 1일부터 12월 31일까지 극장에서 개봉될 애니메이션 영화 목록이다.
| 개봉일    | 제목                                                            | 스튜디오                         | 감독                                                     | 러닝 타임 (분) | Ref    |
| --------- | --------------------------------------------------------------- | -------------------------------- | -------------------------------------------------------- | -------------- | ------ |
| 1월 17일  | Colorful Stage! The Movie: A Miku Who Can't Sing                | P.A.WORKS                        | 하타 히로유키                                            | 105            | [ 1 ]  |
| 1월 17일  | 기동전사 건담 GQuuuuuuX: Beginning                              | - 선라이즈 - 스튜디오 카라       | 츠루마키 카즈야                                          | 80             | [ 2 ]  |
| 1월 24일  | Cute High Earth Defense Club Eternal Love!                      | 스튜디오 코멧                    | 다카마츠 신지                                            | 81             | [ 3 ]  |
| 1월 31일  | Make a Girl                                                     | Yasuda Gensho Studio by Xenotoon | 야스다 겐쇼                                              | 92             | [ 4 ]  |
| 1월 31일  | 베르사이유의 장미                                               | MAPPA                            | 요시무라 아이                                            | 113            | [ 5 ]  |
| 2월 14일  | 극장판 선배는 남자아이: 비 온 뒤 맑음                           | Project No.9                     | 야나기 신스케                                            | 82             | [ 6 ]  |
| 2월 21일  | 히프노시스 마이크: 디비전 랩 배틀                               | 폴리곤 픽처스                    | 쓰지모토 다카노리                                        | 100            | [ 7 ]  |
| 3월 7일   | 도라에몽: 진구의 그림 세계 이야기                               | 신에이 동화                      | 테라모토 유키요                                          | 105            | [ 8 ]  |
| 3월 14일  | 모노노케 극장판: 분노의 재                                      | EOTA                             | 나카무라 켄지                                            | 74             | [ 9 ]  |
| 4월 11일  | 영원한 야마토: 반란 3199: Part 3: 궁극의 소행성                 | 스튜디오 마더                    | - 후쿠이 하루토시 (총감독) - 야마토 나오미치             | 100            | [ 10 ] |
| 4월 18일  | 명탐정 코난: 외눈박이 회상                                      | TMS 엔터테인먼트                 | 시게하라 카츠야                                          | 110            | [ 11 ] |
| 4월 18일  | 극장판 나와 로보코                                              | 갸롯푸                           | 다이치 아키타로                                          | 64             | [ 12 ] |
| 5월 9일   | 극장판 노래의☆왕자님♪ 금단의 야회 XXXX                          | A-1 Pictures                     | 세키 아키코                                              | 56             | [ 13 ] |
| 5월 23일  | 괴도 퀸의 우아한 휴가                                           | 이스트 피쉬 스튜디오             | 이케다 시게타카                                          | 88             | [ 14 ] |
| 5월 23일  | 프린세스 프린시플: 크라운 핸들러 – 챕터 4                       | 아크타스                         | 타치바나 마사키                                          | 59             | [ 15 ] |
| 6월 27일  | 호빵맨: 차폰의 영웅!                                            | TMS 엔터테인먼트                 | 하시모토 토시카즈                                        | 58             | [ 16 ] |
| 6월 27일  | 루팡 3세 극장판: 불멸의 혈통                                    | 텔레콤 애니메이션 필름           | 코이케 타케시                                            | 93             | [ 17 ] |
| 6월 27일  | 코바야시네 메이드래곤: 외로운 드래곤은 사랑받고 싶어            | 교토 애니메이션                  | 이시하라 타츠야                                          | 105            | [ 18 ] |
| 6월 27일  | 버진 펑크: 시계태엽 소녀                                        | 샤프트                           | 우메츠 야스오미                                          | 35             | [ 19 ] |
| 7월 18일  | 귀멸의 칼날: 무한성 편 (Part 1: 아카자 귀환)                    | 유포테이블                       | 소토자키 하루오                                          | 155            | [ 20 ] |
| 7월 18일  | 토이 씨                                                         | 세븐 아크스                      | 망큐                                                     | 90             | [ 21 ] |
| 8월 8일   | 짱구는 못말려 극장판: 초화려! 작열하는 떡잎마을 댄서즈          | 신에이 동화                      | 하시모토 마사카즈                                        |                | [ 22 ] |
| 8월 15일  | 챠오                                                            | STUDIO 4℃                        | 아오키 야스히로                                          | 90             | [ 23 ] |
| 8월 22일  | 아즈 원                                                         | - 호노오 - 스튜디오 구니스       | 시즈노 코분                                              |                | [ 24 ] |
| 8월 22일  | 극장판 외출하는 아기 상어: 도시의 친구들                        | ENGI                             | 쿠마노 치히로                                            |                | [ 25 ] |
| 8월 29일  | 이상한 나라의 앨리스: 다이브 인 원더랜드                        | P.A.WORKS                        | 시노하라 토시야                                          |                | [ 26 ] |
| 9월 12일  | 극장판 너와 아이돌 프리큐어                                     | 도에이 애니메이션                | 오가와 코지                                              |                | [ 27 ] |
| 9월 19일  | 100 미터                                                        | 록앤롤 마운틴                    | 이와사와 켄지                                            | 95             | [ 28 ] |
| 9월 19일  | 체인소 맨 극장판: 레제 편                                       | MAPPA                            | 요시하라 타츠야                                          |                | [ 29 ] |
| 10월 10일 | 아이카츠! × 프리파라 더 무비: 만남의 기적!                      | 반다이 남코 픽처스               | 오오카와 타카히로                                        |                | [ 30 ] |
| 10월 10일 | 영원한 야마토: 반란 3199: Part 4: 아쿠아 사샤                   | 스튜디오 마더                    | - 후쿠이 하루토시 (총감독) - 야마토 나오미치             |                | [ 31 ] |
| 10월 10일 | 더 라스트 블러섬                                                | CLAP                             | 키노시타 바쿠                                            | 75             | [ 32 ] |
| 10월 24일 | 극장판 좀비랜드 사가: 꿈은하 파라다이스                         | MAPPA                            | - 우다 고노스케 (총감독) - 사토 타케루 - 이시다 타카후미 |                | [ 33 ] |
| 11월 7일  | 러브 라이브! 니지가사키 학원 스쿨 아이돌 동호회 최종장 (part 2) | 선라이즈                         | 카와무라 토모유키                                        |                | [ 34 ] |
| 11월 21일 | 스칼렛                                                          | 스튜디오 치즈                    | 호소다 마모루                                            |                | [ 35 ] |
| 12월 5일  | 펠렐리우: 게르니카 오브 파라다이스                              | - 신에이 동화 - 후가쿠           | 쿠지 고로                                                |                | [ 36 ] |
| 12월 26일 | 걸즈 앤 판처: 모토 러브 러브 사쿠센 데스! (part 1)              | - P.A.WORKS - 아크타스           | 시모다 마사미                                            |                | [ 37 ] |

### TV 시리즈
2025년 1월 1일부터 12월 31일까지 첫 방영될 애니메이션 TV 시리즈 목록이다.
| 첫 방영 시작 및 종료일 | 제목                                                                                 | 에피소드 | 스튜디오                                | 감독                                                     | Original title | Ref     |
| ---------------------- | ------------------------------------------------------------------------------------ | -------- | --------------------------------------- | -------------------------------------------------------- | --- | ------- |
| 1월 2일 – 4월 3일      | 아메쿠 타카오의 추리 카르테                                                          | 12       | Project No.9                            | 이와타 카즈야                                            | Ameku Takao no Suiri Karte | [ 38 ]  |
| 1월 2일 – 3월 27일     | Ave Mujica: The Die Is Cast                                                          | 13       | 산지겐                                  | 카키모토 코다이                                          | BanG Dream! Ave Mujica | [ 39 ]  |
| 1월 2일 – 3월 27일     | 그리자이아: 팬텀 트리거 더 애니메이션                                                | 12       | 바이브리 애니메이션 스튜디오            | 무라야마 코스케                                          | | [ 40 ]  |
| 1월 2일 – 3월 28일     | 모멘터리 릴리                                                                        | 13       | GoHands                                 | - 스즈키 신고 (총감독) - 쿠도 스스무 - 요코미네 카츠마사 | | [ 41 ]  |
| 1월 3일 – 3월 21일     | 반에서 가장 싫어하는 여자애와 결혼하게 되었다.                                       | 12       | - 스튜디오 고쿠미 - AXsiZ               | 오시마 히로유키                                          | Class no Dai Kirai na Joshi to Kekkon Suru Koto ni Natta                                                                        | [ 42 ]  |
| 1월 4일 – 3월 22일     | 베헤네코: 엘프 소녀의 고양이는 비밀리에 S등급 괴물이다!                              | 12       | - Zero-G - 세이버 웍스                  | 히라카와 테츠오                                          | S Rank Monster no "Behemoth" dakedo, Neko to Machigawarete Elf Musume no Pet Toshite Kurashitemasu                              | [ 43 ]  |
| 1월 4일 – 3월 22일     | 하늘색 유틸리티                                                                      | 12       | Yostar Pictures                         | 사이토 켄고                                              | | [ 44 ]  |
| 1월 5일 – 3월 23일     | 0세부터 시작하는 스타트 대시 이야기 (시즌 2)                                         | 12       |                                         |                                                          | 0-Saiji Start Dash Monogatari                                                                                                   | [ 45 ]  |
| 1월 5일 – 3월 23일     | 황녀 교육에서 도망치고 싶은 나                                                       | 12       | EMT 스퀘어드                            | 타가시라 시노부                                          | Kisaki Kyōiku kara Nigetai Watashi                                                                                              | [ 46 ]  |
| 1월 5일 – 6월 22일     | 오타쿠 니트 쿠노이치와 동거 시작했습니다!?                                           | 24       | Quad                                    | 사이토 히사시                                            | NEET Kunoichi to Nazeka Dōsei Hajimemashita                                                                                     | [ 47 ]  |
| 1월 5일 – 3월 30일     | 메달리스트                                                                           | 13       | ENGI                                    | 야마모토 야스타카                                        | | [ 48 ]  |
| 1월 5일 – 3월 23일     | 오키츠라: 오키나와 소녀와 사랑에 빠졌지만, 그녀가 무슨 말을 하는지 모르겠어          | 12       | Millepensee                             | - 이타가키 신 (총감독) - 타나베 신고                     | Okinawa de Suki ni Natta Ko ga Hōgen Sugite Tsurasugiru                                                                         | [ 49 ]  |
| 1월 5일 – 3월 30일     | 나 혼자만 레벨업: 그림자에서 일어나다                                                | 13       | A-1 Pictures                            | 나카시게 슌스케                                          | Ore dake Level Up na Ken Season 2: Arise from the Shadow                                                                        | [ 50 ]  |
| 1월 5일 – 3월 23일     | 전수.                                                                                | 12       | MAPPA                                   | 야마자키 미츠에                                          | | [ 51 ]  |
| 1월 6일 – 3월 24일     | 헤드헌티드 투 어나더 월드: 샐러리맨에서 빅 포로!                                     | 12       | - Geek Toys - CompTown                  | 후쿠다 미치오                                            | Salaryman ga Isekai ni Ittara Shitennō ni Natta Hanashi                                                                         | [ 52 ]  |
| 1월 6일 – 3월 24일     | 이 회사에 좋아하는 사람이 있습니다                                                   | 12       | Blade                                   | 타케이치 나오코                                          | Kono Kaisha ni Suki na Hito ga Imasu                                                                                            | [ 53 ]  |
| 1월 6일 – 4월 9일      | 나의 행복한 결혼 (시즌 2)                                                            | 13       | 키네마 시트러스                         | - 쿠보타 타케히로 - 코지마 마사유키                      | Watashi no Shiawase na Kekkon                                                                                                   | [ 54 ]  |
| 1월 6일 – 3월 24일     | 마법사의 약속                                                                        | 12       | 라이덴 필름                             | 타츠와 나오유키                                          | Mahōtsukai no Yakusoku | [ 55 ]  |
| 1월 7일 – 3월 25일     | 꽝 스킬 《나무 열매 마스터》                                                         | 12       | 아사히 프로덕션                         | 키무라 류이치                                            | Hazure Skill "Kinomi Master" | [ 56 ]  |
| 1월 7일 – 3월 25일     | 파멸 예정의 귀족이지만, 한가했기 때문에 마법을 극한까지 갈고 닦아 보았다.            | 12       | - 스튜디오 딘 - 마비 잭                 | 이시쿠라 켄이치                                          | Botsuraku Yotei no Kizoku dakedo, Hima datta kara Mahō o Kiwamete Mita                                                          | [ 57 ]  |
| 1월 7일 – 3월 25일     | 쿠로이와 메다카에게 내 귀여움이 통하지 않아                                          | 12       | SynergySP                               | 오쿠무라 요시아키                                        | Kuroiwa Medaka ni Watashi no Kawaii ga Tsūjinai                                                                                 | [ 58 ]  |
| 1월 7일 – 3월 25일     | Unnamed Memory (시즌 2)                                                              | 12       | ENGI                                    | 미우라 카즈야                                            | | [ 59 ]  |
| 1월 8일 – 3월 26일     | 꽃은 피어난다, 수라와 같이                                                           | 12       | 스튜디오 바인드                         | 우와노 아유무                                            | Hana wa Saku, Shura no Gotoku                                                                                                   | [ 60 ]  |
| 1월 8일 – 3월 26일     | 이수라 (시즌 2)                                                                      | 12       | - 파시오네 - 산지겐 (CGI)               | - 다카하시 다케오 (총감독) - 오가와 유키                 | | [ 61 ]  |
| 1월 8일 – 3월 26일     | 아무튼 최강 연금술사?                                                                | 12       | 스튜디오 코멧                           | 쿠즈야 나오유키                                          | Izure Saikyō no Renkinjutsushi?                                                                                                 | [ 62 ]  |
| 1월 8일 – 3월 26일     | 타소카레 호텔                                                                        | 12       | PRA                                     | 쿠레미즈 코스케                                          | | [ 63 ]  |
| 1월 9일 – 3월 27일     | 닥터 스톤: 사이언스 퓨처 (part 1)                                                    | 12       | TMS 엔터테인먼트                        | 마츠시타 슈헤이                                          | | [ 64 ]  |
| 1월 9일 – 3월 27일     | 무능한 감정사라도 사실은 최강이었다                                                  | 12       | 오쿠루토 노보루                         | 오니시 켄타                                              | Fugūshoku "Kanteishi" ga Jitsu wa Saikyō Datta                                                                                  | [ 65 ]  |
| 1월 9일 – 3월 27일     | 허니 레몬 소다                                                                       | 12       | J.C.STAFF                               | 니시키오리 히로시                                        | | [ 66 ]  |
| 1월 9일 – 3월 27일     | 매직 메이커: 이세계 마법 제작법                                                      | 12       | 스튜디오 딘                             | 코가 카즈오미                                            | Magic Maker: Isekai Mahō no Tsukurikata                                                                                         | [ 67 ]  |
| 1월 9일 – 4월 3일      | 40대 아저씨의 이세계 통판 생활                                                       | 13       | 이스트 피쉬 스튜디오                    | 유즈미 요시히데                                          | Around 40 Otoko no Isekai Tsūhan Seikatsu                                                                                       | [ 68 ]  |
| 1월 10일 – 3월 28일    | 어차피, 사랑하고 만다                                                                | 12       | Typhoon Graphics                        | 야마모토 준이치                                          | Dōse, Koishite Shimaunda | [ 69 ]  |
| 1월 10일 – 3월 28일    | 상성의 아쿠에리온 Myth of Emotions                                                   | 12       | 사테라이트                              | 이토소 켄지                                              | Sōsei no Aquarion: Myth of Emotions                                                                                             | [ 70 ]  |
| 1월 10일 – 3월 28일    | 파르마기아                                                                           | 12       | 브리지                                  | - 이시히라 신지 (총감독) - 사노 토시히코                 | | [ 71 ]  |
| 1월 10일 – 3월 28일    | 악역 영애 전생 아저씨: 아빠가 환생했다!                                              | 12       | 아지아도 애니메이션 웍스                | 타케우치 테츠야                                          | Akuyaku Reijō Tensei Oji-san | [ 72 ]  |
| 1월 10일 – 7월 4일     | 약사의 혼잣말 (시즌 2)                                                               | 24       | - 도호 애니메이션 스튜디오 - OLM        | - 나가누마 노리히로 (총감독) - 후데사카 아키노리         | Kusuriya no Hitorigoto | [ 73 ]  |
| 1월 10일 – 3월 28일    | 일본에 어서 오세요 엘프 씨.                                                          | 12       | Zero-G                                  | 키타하타 토오루                                          | Nihon e Yōkoso Elf-san | [ 74 ]  |
| 1월 11일 – 3월 29일    | 배뱀배뱀뱀뱀파이어                                                                   | 12       | 가이나                                  | 카와사키 이츠로                                          | | [ 75 ]  |
| 1월 11일 – 3월 29일    | 길드의 접수원입니다만, 야근은 싫으니 보스를 혼자 토벌하려고 합니다                   | 12       | CloverWorks                             | 나가사와 츠요시                                          | Guild no Uketsukejō Desu ga, Zangyō wa Iya nanode Boss wo Solo Tōbatsu Shiyō to Omoimasu                                        | [ 76 ]  |
| 1월 11일 – 3월 22일    | 사카모토 데이즈 (part 1)                                                             | 11       | TMS 엔터테인먼트                        | 와타나베 마사키                                          | | [ 77 ]  |
| 1월 11일 – 3월 29일    | 위벨 블라트                                                                          | 12       | - 사테라이트 - Staple Entertainment     | 나오야 타카시                                            | | [ 78 ]  |
| 1월 11일 – 4월 5일     | UniteUp! 유니:버스                                                                   | 12       | CloverWorks                             | 우시지마 신이치로                                        | | [ 79 ]  |
| 1월 12일 – 6월 29일    | A랭크 파티를 탈퇴한 나는, 전 학생들과 함께 미궁 심부로 향한다                        | 24       | 반다이 남코 픽처스                      | 오노 카츠미                                              | A-Rank Party o Ridatsu Shita Ore wa, Moto Oshiego-tachi to Meikyū Shinbu o Mezasu                                               | [ 80 ]  |
| 1월 12일 – 3월 30일    | 근육맨: 완벽 기원 아크 (시즌 2)                                                      | 11       | 프로덕션 I.G                            | 사토 아키라                                              | Kinnikuman: Kanpeki Chōjin Shiso-hen                                                                                            | [ 81 ]  |
| 1월 12일 – 6월 22일    | 마신 창조전 와타루                                                                   | 24       | 반다이 남코 픽처스                      | 카마쿠라 유미                                            | Mashin Sōzōden Wataru | [ 82 ]  |
| 1월 12일 – 3월 30일    | 너를 너무너무너무너무 좋아하는 100명의 그녀 (시즌 2)                                 | 12       | 바이브리 애니메이션 스튜디오            | 사토 히카루                                              | Kimi no Koto ga Dai Dai Dai Dai Daisuki na 100-nin no Kanojo                                                                    | [ 83 ]  |
| 1월 12일 – 3월 30일    | 전대 레드 이세계에서 모험가가 되다                                                   | 12       | 사테라이트                              | 카와구치 케이이치로                                      | Sentai Red Isekai de Bōkensha ni Naru                                                                                           | [ 84 ]  |
| 1월 12일 – 3월 30일    | 지박소년 하나코 군 (시즌 2)                                                          | 12       | 레르슈                                  | 후쿠이 요헤이                                            | Jibaku Shōnen Hanako-kun | [ 85 ]  |
| 1월 12일 – 3월 30일    | 마법사 프리큐어!! 미라이 데이즈                                                      | 12       | - 도에이 애니메이션 - 스튜디오 딘       | 하마나 타카유키                                          | Mahōtsukai Precure!! Mirai Days                                                                                                 | [ 86 ]  |
| 2월 2일 –              | 너와 아이돌 프리큐어♪                                                                |          | 도에이 애니메이션                       | 콘 치아키                                                | Kimi to Idol Precure | [ 87 ]  |
| 3월 28일               | 히나히마 트윈스                                                                      | 1        | 카카 테크놀로지 스튜디오                | 나카노 코                                                | | [ 88 ]  |
| 3월 31일 –             | 귀인환등초                                                                           | 24       | 요코하마 애니메이션 연구소              | 아이우라 카즈야                                          | Kijin Gentōshō | [ 89 ]  |
| 4월 1일 – 6월 17일     | 어느 마녀가 죽을 때까지                                                              | 12       | EMT 스퀘어드                            | 니고리카와 아츠시                                        | Aru Majo ga Shinu Made | [ 90 ]  |
| 4월 2일 – 6월 18일     | 볼 파크에서 붙잡아줘!                                                                | 12       | EMT 스퀘어드                            | 키타무라 준이치                                          | Ballpark de Tsukamaete! | [ 91 ]  |
| 4월 2일 – 6월 18일     | 입어주세요, 타카미네 양                                                              | 12       | 라이덴 필름                             | 마키노 토모에                                            | Haite Kudasai, Takamine-san | [ 92 ]  |
| 4월 2일 – 6월 18일     | 더 비기닝 애프터 더 엔드                                                             | 12       | Studio A-CAT                            | 모토나가 케이타로                                        | Saikyō no Ōsama, Nidome no Jinsei wa Nani o Suru?                                                                               | [ 93 ]  |
| 4월 2일 – 6월 25일     | 유어 포르마                                                                          | 13       | 제노 스튜디오                           | 오자키 타카하루                                          | | [ 94 ]  |
| 4월 3일 – 5월 1일      | 미루: 내 미래로 가는 길                                                              | 5        |                                         |                                                          | Miru: Watashi no Mirai | [ 95 ]  |
| 4월 3일 – 6월 26일     | 록은 숙녀의 소양이기에                                                               | 13       | 반다이 남코 픽처스                      | 와타다 신야                                              | Rock wa Lady no Tashinamideshite                                                                                                | [ 96 ]  |
| 4월 3일 – 6월 19일     | 천재 치유사의 신 암흑 생활                                                           | 12       | 마카리아                                | 요시자키 조                                              | Isshun de Chiryou shiteita no ni Yakudatazu to Tsuihousareta Tensai Chiyushi, Yami Healer to shite Tanoshiku Ikiru              | [ 97 ]  |
| 4월 4일 – 6월 20일     | 너구리 칼칼단                                                                        | 12       | 닛폰 애니메이션                         | 히라카와 헨리                                            | | [ 98 ]  |
| 4월 4일 – 6월 6일      | 바이바이, 어스 (시즌 2)                                                              | 10       | 라이덴 필름                             | 니시카타 야스토                                          | | [ 99 ]  |
| 4월 4일 – 6월 20일     | 남녀의 우정은 성립할까? (아니, 하지 않아!!)                                          | 12       | J.C.STAFF                               | 스즈키 요헤이                                            | Danjo no Yūjō wa Seiritsu Suru? (Iya, Shinai!!)                                                                                 | [ 100 ] |
| 4월 4일 – 6월 20일     | 수수께끼 풀이는 저녁식사 후에                                                        | 12       | 매드하우스                              | 마스하라 미츠유키                                        | Nazotoki wa Dinner no Ato de | [ 101 ] |
| 4월 4일 – 6월 20일     | WIND BREAKER (시즌 2)                                                                | 12       | CloverWorks                             | 아카이 토시후미                                          | | [ 102 ] |
| 4월 5일 –              | 앤 셜리                                                                              | 24       | 디 앤서 스튜디오                        | 카와마타 히로시                                          | | [ 103 ] |
| 4월 5일 – 6월 28일     | 흑집사: 에메랄드 마녀 편                                                             | 13       | CloverWorks                             | 오카다 켄지로                                            | Kuroshitsuji: Midori no Majo-hen                                                                                                | [ 104 ] |
| 4월 5일 –              | 에브리데이 호스트                                                                    |          | 팬웍스                                  | 레어초                                                   | | [ 105 ] |
| 4월 5일 – 6월 21일     | 불꽃 소방대 (시즌 3, part 1)                                                         | 12       | 데이비드 프로덕션                       | 미나미카와 타츠마                                        | En'en no Shōbōtai | [ 106 ] |
| 4월 5일 – 6월 22일     | 시골 아저씨 검성이 되다                                                              | 12       | - 파시오네 - 하야부사 필름              | 카즈미 아키오                                            | Katainaka no Ossan, Kensei ni Naru                                                                                              | [ 107 ] |
| 4월 5일 –              | 개그만화 보기 좋은 날 GO                                                             |          | 스튜디오 딘                             | 다이치 아키타로                                          | Masuda Kōsuke Gekijō Gag Manga Biyori Go                                                                                        | [ 108 ] |
| 4월 5일 –              | 길티 기어 스트라이브: 듀얼 룰러스                                                    | 8        | 산지겐                                  | 모리카와 시게루                                          | | [ 109 ] |
| 4월 5일 – 6월 21일     | 슬라임을 잡으면서 300년, 모르는 사이에 레벨 MAX가 되었습니다 (시즌 2)                | 12       | 테디                                    | 스기시마 쿠니히사                                        | Slime Taoshite 300-nen, Shiranai Uchi ni Level Max ni Nattemashita: Sono Ni                                                     | [ 110 ] |
| 4월 5일 –              | 괴수 세계 정복                                                                       |          | DLE                                     | 오시로 키누타                                            | | [ 111 ] |
| 4월 5일 – 6월 28일     | 구룡 제네릭 로맨스                                                                   | 13       | 아르보 애니메이션                       | 이와사키 요시아키                                        | | [ 112 ] |
| 4월 5일 –              | YAIBA: 사무라이 전설                                                                 |          | WIT STUDIO                              | 하스이 타카히로                                          | Shin Samurai-den Yaiba | [ 113 ] |
| 4월 6일 – 6월 29일     | 클래식 스타즈                                                                        | 13       | 플래티넘 비전                           | 오오바 히데아키                                          | | [ 114 ] |
| 4월 6일 – 6월 22일     | 고릴라 신에게 사랑받는 영애는 왕립 기사단에서 귀여움받는다                           | 12       | 카치가라스                              | 오이자키 후미토시                                        | Gorilla no Kami Kara Kago Sareta Reijō wa Ōritsu Kishidan de Kawaiigareru                                                       | [ 115 ] |
| 4월 6일 – 6월 22일     | 나는 성간 국가의 악덕 영주!                                                          | 12       | Quad                                    | 야나기사와 테츠야                                        | Ore wa Seikan Kokka no Akutoku Ryōshu!                                                                                          | [ 116 ] |
| 4월 6일 –              | 코우펜짱                                                                             |          | Lesprit                                 | 레스프리                                                 | | [ 117 ] |
| 4월 6일 – 6월 29일     | LAZARUS 라자로                                                                       | 13       | MAPPA                                   | 와타나베 신이치로                                        | | [ 118 ] |
| 4월 6일 – 6월 22일     | 마에바시 위치스                                                                      | 12       | 선라이즈                                | 야마모토 준이치                                          | | [ 119 ] |
| 4월 6일 –              | 프린세션 오케스트라                                                                  | 48       | SILVER LINK.                            | 오오누마 신                                              | | [ 120 ] |
| 4월 6일 – 6월 22일     | 소시민 시리즈: 평범해지는 법 (시즌 2)                                                | 12       | 라핀 트랙                               | 간베 마모루                                              | Shōshimin Series | [ 121 ] |
| 4월 6일 – 6월 22일     | 착각의 아틀리에 마이스터                                                             | 12       | EMT 스퀘어드                            | 이시이 히사시                                            | Kanchigai no Atelier Meister: Eiyū Party no Moto Zatsuyōgakari ga, Jitsu wa Sentō Igai ga SSS Rank Datta to Iu Yoku Aru Hanashi | [ 122 ] |
| 4월 6일 – 6월 29일     | 우마무스메 신데렐라 그레이 (part 1)                                                  | 13       | CygamesPictures                         | - 이토 유키 - 미우라 타케히로                            | | [ 123 ] |
| 4월 6일 –              | 위치 워치                                                                            | 26       | 바이브리 애니메이션 스튜디오            | 이케하타 히로시                                          | | [ 124 ] |
| 4월 7일 – 6월 23일     | 아하렌 양은 알 수가 없어 (시즌 2)                                                    | 12       | Felix Film                              | - 야마모토 야스타카 (총감독) - 마키노 토모에             | Aharen-san wa Hakarenai | [ 125 ] |
| 4월 7일 – 6월 23일     | 마키나 씨는 사랑봇?!                                                                 | 12       | BloomZ                                  | 니시다 마사요시                                          | Kakushite! Makina-san!! | [ 126 ] |
| 4월 7일 – 6월 23일     | 츄젠지 센세의 모노노케 강의록                                                        | 12       | 100studio                               | 쿠마노 치히로                                            | Chūzenji-sensei Mononoke Kōgiroku                                                                                               | [ 127 ] |
| 4월 7일 – 6월 30일     | 나의 히어로 아카데미아: 비질랜티                                                     | 13       | 본즈 필름                               | 스즈키 켄이치                                            | Vigilante: Boku no Hero Academia Illegals                                                                                       | [ 128 ] |
| 4월 7일 – 6월 30일     | 서머 포켓츠                                                                          | 13       | Feel.                                   | 코바야시 토모키                                          | | [ 129 ] |
| 4월 7일 – 6월 23일     | 조금만 사랑이 무거운 다크 엘프가 이세계에서 쫓아왔다!                                | 12       | 엘리아스                                | 토코로 토시카츠                                          | Chotto Dake Ai ga Omoi Dark Elf ga Isekai Kara Oikakete Kita                                                                    | [ 130 ] |
| 4월 7일 – 6월 23일     | 자츠 타비: 그 여행                                                                   | 12       | 마카리아                                | 와타나베 마사하루                                        | | [ 131 ] |
| 4월 8일 –              | 치쿠와 전기: 내 귀여운 지구 침략                                                     |          | - 이마지카 인포스 - 이마지웍스 스튜디오 | 미즈노 사토시                                            | | [ 132 ] |
| 4월 8일 – 6월 24일     | ＃컴파스 2.0: 전투섭리분석시스템                                                     | 12       | Lay-duce                                | 난바 히토시                                              | #Compass 2.0: Sentō Setsuri Kaiseki System                                                                                      | [ 133 ] |
| 4월 8일 – 6월 24일     | 시운지 가의 아이들                                                                   | 12       | 동화공방                                | 카미츠보 료키                                            | Shiunji-ke no Kodomo-tachi | [ 134 ] |
| 4월 9일 – 6월 23일     | 아포칼립스 호텔                                                                      | 12       | CygamesPictures                         | 슌도 카나                                                | | [ 135 ] |
| 4월 9일 – 6월 25일     | 하나-돌*: 꽃의 재해석                                                                | 12       | A-리얼                                  | 타카타 마사히로                                          | | [ 136 ] |
| 4월 9일 – 6월 25일     | 기동전사 건담 GQuuuuuuX                                                              | 12       | - 선라이즈 - 스튜디오 카라              | 츠루마키 카즈야                                          | | [ 137 ] |
| 4월 10일 – 6월 26일    | 닌자와 암살자의 동거                                                                 | 12       | 샤프트                                  | 미야모토 유키히로                                        | Ninja to Koroshiya no Futarigurashi                                                                                             | [ 138 ] |
| 4월 10일 –             | 나와 외계인 무무                                                                     | 24       | OLM                                     | 타카하시 토모야                                          | Uchūjin Mūmū | [ 139 ] |
| 4월 10일 – 6월 26일    | 완벽해서 귀여움이 없는 성녀는 이웃나라로 팔려나간다                                  | 12       | 트로이카                                | 와타나베 슈                                              | Kanpeki Sugite Kawaige ga Nai to Konyaku Haki Sareta Seijo wa Ringoku ni Urareru                                                | [ 140 ] |
| 4월 12일 – 6월 28일    | 테오고니아                                                                           | 12       | 아사히 프로덕션                         | 모리 쿠니히로                                            | | [ 141 ] |
| 4월 13일 – 6월 29일    | 흘러가는 나날, 밥은 맛있어                                                           | 12       | P.A.WORKS                               | - 카와츠라 신야 - 하루미 유                              | Hibi wa Sugiredo Meshi Umashi                                                                                                   | [ 142 ] |
| 4월 13일 – 6월 29일    | 전대대실격 (시즌 2)                                                                  | 12       | Yostar Pictures                         | 사토 케이이치                                            | Sentai Daishikkaku | [ 143 ] |
| 4월 13일 – 6월 29일    | Mono                                                                                 | 12       | Soigne                                  | 아이케이 료타                                            | | [ 144 ] |
| 7월 1일 –              | 하여튼 요즘 탐정은                                                                   |          | 라이덴 필름                             | 쿠조 리온                                                | Mattaku Saikin no Tantei Tokitara                                                                                               | [ 145 ] |
| 7월 1일 –              | 네크로노미코의 코스믹 호러 쇼                                                        |          | 스튜디오 고쿠미                         | 마츠네 마사토                                            | Necronomico no Cosmic Horror Show                                                                                               | [ 146 ] |
| 7월 2일 –              | 기혼 여성의 입술은 캔 츄하이 맛이 나고                                               | 8        | 라이오세                                | 케이마 하지메                                            | Hitozuma no Kuchibiru wa Kan Chūhai no Aji ga Shite                                                                             | [ 147 ] |
| 7월 2일 –              | 클레바테스                                                                           |          | Lay-duce                                | 타구치 키요타카                                          | Clevatess: Majū no Ō to Akago to Shikabane no Yūsha                                                                             | [ 148 ] |
| 7월 2일 –              | 지옥선생 누베 (part 1)                                                               |          | Studio Kai                              | 오이시 야스유키                                          | Jigoku Sensei Nube | [ 149 ] |
| 7월 2일 –              | 자동판매기로 다시 태어난 나는 미궁을 방랑한다 (시즌 2)                               |          | - 스튜디오 고쿠미 - AXsiZ               | 야마모토 타카시                                          | Jidōhanbaiki ni Umarekawatta Ore wa Meikyū o Samayō                                                                             | [ 150 ] |
| 7월 3일 –              | 카미츠바키 시티 건설 중                                                              |          | SMDE                                    | 카키모토 코다이                                          | Kamitsubaki-shi Kensetsu-chū | [ 151 ] |
| 7월 3일 –              | 은하 특급 밀키 서브웨이                                                              |          |                                         | 카메야마 요헤이                                          | Ginga Tokkyū Milky Subway | [ 152 ] |
| 7월 3일 –              | 강하고 뉴 사가                                                                       |          | 스튜디오 클러치                         | 미즈사와 나오키                                          | Tsuyokute New Saga | [ 153 ] |
| 7월 3일 –              | 음양 회전 리:버스                                                                    |          | 데이비드 프로덕션                       | 다카하시 히데야                                          | Onmyō Kaiten Re:verse | [ 154 ] |
| 7월 3일 –              | 추방자 식당에 오신 것을 환영합니다!                                                  |          | OLM 팀 요시오카                         | 시무라 조지                                              | Tsuihōsha Shokudō e Yōkoso! | [ 155 ] |
| 7월 4일 –              | 4월은 너의 거짓말은 꽃을 피운다                                                      |          | SILVER LINK.                            | 미나토 미라이                                            | Busu ni Hanataba o | [ 156 ] |
| 7월 4일 –              | 명일방주: 라이즈 프롬 엠버                                                           |          | Yostar Pictures                         | 와타나베 유키                                            | | [ 157 ] |
| 7월 4일 –              | 철야의 노래 (시즌 2)                                                                 |          | 라이덴 필름                             | 이타무라 토모유키                                        | Yofukashi no Uta | [ 158 ] |
| 7월 4일 –              | 단다단 (시즌 2)                                                                      |          | 사이언스 SARU                           | - 야마시로 후가 - 아벨 곤고라                            | | [ 159 ] |
| 7월 4일 –              | 물속성 마법사                                                                        |          | - Typhoon Graphics - 원더랜드           | 사타케 히데요키                                          | Mizuzokusei no Mahōtsukai | [ 160 ] |
| 7월 5일 –              | 9-Nine: 통치자의 왕관                                                                |          | PRA                                     | 오하타 코이치                                            | | [ 161 ] |
| 7월 5일 –              | 누더기 영애는 언니의 전 약혼자에게 익애받는다                                        |          | 랜드Q 스튜디오                          | 키타가와 타카유키                                        | Zutaboro Reijō wa Ane no Moto Konyakusha ni Dekiai Sareru                                                                       | [ 162 ] |
| 7월 5일 –              | 페르마의 요리                                                                        |          | 도메리카                                | 이치카와 카즈야                                          | Fermat no Ryōri | [ 163 ] |
| 7월 5일 –              | 공주 전하의 가정교사                                                                 |          | 스튜디오 블랑                           | 나가야마 노부요시                                        | Kōjo Denka no Kateikyōshi | [ 164 ] |
| 7월 5일 –              | 청춘 돼지는 산타클로스의 꿈을 꾸지 않는다                                            |          | CloverWorks                             | 마스이 소이치                                            | Seishun Buta Yarō wa Santa Claus no Yume o Minai                                                                                | [ 165 ] |
| 7월 5일 –              | 여친, 빌리겠습니다 (시즌 4, part 1)                                                  |          | TMS 엔터테인먼트                        | 코가 카즈오미                                            | Kanojo, Okarishimasu | [ 166 ] |
| 7월 5일 –              | 사일런트 위치 침묵의 마녀의 비밀                                                     |          | 스튜디오 고쿠미                         | - 카나사키 타카오미 (총감독) - 이와모토 야스오           | Silent Witch: Chinmoku no Majo no Kakushigoto                                                                                   | [ 167 ] |
| 7월 5일 –              | 와타리 군의 XX가 붕괴 직전                                                           |          | Staple Entertainment                    | 나오야 타카시                                            | Watari-kun no xx ga Hōkaisunzen                                                                                                 | [ 168 ] |
| 7월 6일 –              | 아포칼립스 브링어 미노그라                                                           |          | MAHO FILM                               | 야나세 유                                                | Isekai Mokushiroku Mynoghra: Hametsu no Bunmei de Hajimeru Sekai Seifuku                                                        | [ 169 ] |
| 7월 6일 –              | 배드 걸                                                                              |          | 브리지                                  | 후루타 조지                                              | | [ 170 ] |
| 7월 6일 –              | 게임 센터 소녀와 이문화 교류                                                         |          | 노매드                                  | 키쿠치 토시히로                                          | Game Center Shōjo to Ibunka Kōryū                                                                                               | [ 171 ] |
| 7월 6일 –              | 가치아쿠타                                                                           |          | 본즈 필름                               | 스가누마 후미히코                                        | | [ 172 ] |
| 7월 6일 –              | 호텔 인휴먼즈                                                                        |          | 브리지                                  | 아미노 테츠로                                            | | [ 173 ] |
| 7월 6일 –              | 그 비스크 돌은 사랑을 한다 (시즌 2)                                                  |          | CloverWorks                             | 시노하라 케이스케                                        | Sono Bisque Doll wa Koi o Suru                                                                                                  | [ 174 ] |
| 7월 6일 –              | 푸니르는 귀여운 슬라임 (시즌 2)                                                      |          | 도호 애니메이션 스튜디오                | 이베 유시                                                | Puniru wa Kawaii Slime | [ 175 ] |
| 7월 6일 –              | 버림받은 영애의 전생 육아 일기: 전생의 기억으로 남동생을 키우다                      | 12       | 스튜디오 코멧                           | 사토 마사후미                                            | Shiro Buta Kizoku desu ga Zense no Kioku ga Haeta node Hiyoko na Otōto Sodatemasu                                               | [ 176 ] |
| 7월 6일 –              | 루리의 보석                                                                          |          | 스튜디오 바인드                         | 후지이 신고                                              | Ruri no Hōseki | [ 177 ] |
| 7월 6일 –              | 향기로운 꽃은 늠름하게 핀다                                                          |          | CloverWorks                             | 쿠로키 미유키                                            | Kaoru Hana wa Rin to Saku | [ 178 ] |
| 7월 6일 –              | 히카루가 죽은 여름                                                                   |          | CygamesPictures                         | 타케시타 료헤이                                          | Hikaru ga Shinda Natsu | [ 179 ] |
| 7월 6일 –              | 지박소년 하나코 군 (시즌 2, part 2)                                                  |          | 레르슈                                  | 후쿠이 요헤이                                            | Jibaku Shōnen Hanako-kun | [ 180 ] |
| 7월 6일 –              | 못생긴 남자, 싸움꾼                                                                  |          | WHITE FOX                               | 소네 토시유키                                            | Busamen Gachi Fighter | [ 181 ] |
| 7월 6일 –              | 비와 너와                                                                            |          | Lesprit                                 | 츠키미사토 토모히로                                      | Ame to Kimi to | [ 182 ] |
| 7월 7일 –              | 미남고교 지구방위부 하이카라!                                                        |          | 스튜디오 딘                             | 다카마츠 신지                                            | | [ 183 ] |
| 7월 7일 –              | CITY 더 애니메이션                                                                   |          | 교토 애니메이션                         | 이시다테 타이치                                          | | [ 184 ] |
| 7월 7일 –              | 데킨노 모구라                                                                        |          | 브레인즈 베이스                         | 이시오도리 히로시                                        | | [ 185 ] |
| 7월 7일 –              | 나이트 오브 더 리빙 캣                                                               |          | OLM                                     | - 미이케 다카시 (총감독) - 카미타니 토모히로             | | [ 186 ] |
| 7월 7일 –              | 푸드코트에서, 내일 또 봐.                                                            | 6        | 아틀리에 퐁다르크                       | 나카타니 아사미                                          | Food Court de, Mata Ashita | [ 187 ] |
| 7월 8일 –              | 뻐꾸기 커플 (시즌 2)                                                                 |          | 오쿠루토 노보루                         | 히시다 마사카즈                                          | Kakkō no Iinazuke | [ 188 ] |
| 7월 8일 –              | 그랑블루 (시즌 2)                                                                    |          | - Zero-G - Liber                        | 다카마츠 신지                                            | Grand Blue | [ 189 ] |
| 7월 8일 –              | 내가 연인이 될 수 있을 리 없잖아, 무리무리! (※무리가 아니었다?!)                     |          | 스튜디오 마더                           | 우치누마 나츠미                                          | Watashi ga Koibito ni Nareru Wakenaijan, Muri Muri! (*Muri Janakatta!?)                                                         | [ 190 ] |
| 7월 9일 –              | 오소마츠상 (시즌 4)                                                                  |          | 피에로 필름                             | 오다카 요시노리                                          | Osomatsu-san | [ 191 ] |
| 7월 9일 –              | 방패용사 성공담 (시즌 4)                                                             |          | 키네마 시트러스                         | 하가 히토시                                              | Tate no Yūsha no Nariagari | [ 192 ] |
| 7월 9일 –              | 터키! 타임 투 스트라이크                                                             |          | Bakken Record                           | 쿠도 스스무                                              | Turkey! | [ 193 ] |
| 7월 10일 –             | 미카도노 세 자매는 의외로 쉽다                                                       |          | P.A.WORKS                               | 마츠바야시 타다히토                                      | Mikadono Sanshimai wa Angai, Choroi                                                                                             | [ 194 ] |
| 7월 10일 –             | 닥터 스톤: 사이언스 퓨처 (part 2)                                                    |          | TMS 엔터테인먼트                        | 마츠시타 슈헤이                                          | | [ 195 ] |
| 7월 10일 –             | 환생했는데 제7왕자라 내 맘대로 마술을 연마합니다 (시즌 2)                            |          | 츠무기 아키타 애니메이션 랩             | 타마무라 진                                              | Tensei Shitara Dai Nana Ōji Datta no de, Kimama ni Majutsu o Kiwamemasu                                                         | [ 196 ] |
| 7월 10일 –             | 신 팬티 & 스타킹 with 가터벨트                                                       |          | 트리거                                  | 이마이시 히로유키                                        | | [ 197 ] |
| 7월 11일 –             | 용사 파티에서 추방당한 흰색 마법사, S랭크 모험가에게 주워진다!                       |          | Felix Film                              | 타마다 히로시                                            | Yūsha Party o Tsuihō Sareta Shiro Madōshi, S-Rank Bōkensha ni Hirowareru                                                        | [ 198 ] |
| 7월 11일 –             | 두 사람의 솔로 캠프                                                                  |          | SynergySP                               | 하토리 준                                                | Futari Solo Camp | [ 199 ] |
| 7월 11일 –             | 도겐 안키: 저주받은 피의 전설                                                        |          | 스튜디오 히바리                         | 노나카 아토                                              | Tōgen Anki | [ 200 ] |
| 7월 12일 –             | 기절 용사와 암살 공주                                                                |          | 커넥트                                  | 아키타야 노리아키                                        | Kizetsu Yūsha to Ansatsu Hime                                                                                                   | [ 201 ] |
| 7월 13일 –             | 주간 라노벨 애니                                                                     |          | Ziine Studio                            |                                                          | | [ 202 ] |
| 7월 15일 –             | 사카모토 데이즈 (part 2)                                                             |          | TMS 엔터테인먼트                        | 와타나베 마사키                                          | | [ 77 ]  |
| 7월 17일 –             | 하모니 오브 밀푀유                                                                   |          | 주몬도                                  | - 사토 다쿠야 (총감독) - 나카지마 키요토                 | Utagoe wa Mille-Feuille | [ 203 ] |
| 7월 19일 –             | 괴수 8호 (시즌 2)                                                                    |          | 프로덕션 I.G                            | 미야 시게요키                                            | Kaijū 8-gō | [ 204 ] |
| 7월 19일 –             | 누키게 같은 섬에 살고 있는 빈유는 어떻게 하면 되나요? 더 애니메이션                  |          | 파시오네                                | 나가야마 노부요시                                        | | [ 205 ] |
| 7월 24일 –             | 노래방 가자!                                                                         |          | 동화공방                                | 나카타니 아사미                                          | Karaoke Iko! | [ 206 ] |
| 8월 21일 –             | 마음에 닿는 말                                                                       |          | 동화공방                                | 나카타니 아사미                                          | Muchū sa, Kimi ni. | [ 206 ] |
| 10월 4일 –             | 과학×모험 살아남기! (시즌 2)                                                         |          | 갸롯푸                                  | 호소다 마사히로                                          | | [ 207 ] |
| 10월 4일 –             | 나의 히어로 아카데미아 (시즌 8)                                                      |          | 본즈                                    | - 나가사키 켄지 (총감독) - 나카야마 나오미               | Boku no Hero Academia | [ 208 ] |
| 10월 4일 –             | 산다                                                                                 |          | 사이언스 SARU                           | 시모야마 토모히사                                        | | [ 209 ] |
| 10월 6일 –             | 사랑에 대한 뚱뚱한 불운!                                                             |          | 마비 잭                                 | 코가 카즈오미                                            | Debu to Love to Ayamachi to! | [ 210 ] |
| 10월                   | 은혼 3학년 Z반 긴파치 선생                                                           |          | 반다이 남코 픽처스                      | - 모리와키 마코토 (총감독) - 히가시다 나츠미             | | [ 211 ] |
| 10월                   | 소재 채집가의 이세계 여행기                                                          |          | - 다쓰노코 프로덕션 - SynergySP         | 오다카 요시노리                                          | Sozai Saishuka no Isekai Ryokōki                                                                                                | [ 212 ] |
| 10월                   | 태양보다 눈부신 별                                                                   |          | Studio Kai                              | 코바야시 아야                                            | Taiyō Yori mo Mabushii Hoshi | [ 213 ] |
| 10월                   | 야생의 라스트 보스가 나타났다!                                                       |          | Wao World                               | 호리우치 유야                                            | Yasei no Last Boss ga Arawareta!                                                                                                | [ 214 ] |
| 10월                   | 터무니없는 스킬로 이세계 방랑 밥 (시즌 2)                                            |          | MAPPA                                   | 마츠다 키요시                                            | Tondemo Skill de Isekai Hōrō Meshi                                                                                              | [ 215 ] |
| 10월                   | 치토세 군은 라무네 병 속에                                                           |          | Feel.                                   | 토쿠노 유지                                              | Chitose-kun wa Ramune Bin no Naka                                                                                               | [ 216 ] |
| 10월                   | 디지몬 비트브레이크                                                                  |          | 도에이 애니메이션                       |                                                          | | [ 217 ] |
| 10월                   | 에가오노 타에나이 쇼쿠바 데스                                                        |          | Voil                                    | 스즈키 카오루                                            | | [ 218 ] |
| 10월                   | 그노시아                                                                             |          | 도메리카                                | 이치카와 카즈야                                          | | [ 219 ] |
| 10월                   | 무직 영웅: 스킬 따위 필요 없잖아?!                                                   |          | Studio A-CAT                            | 야바나 카오루                                            | Mushoku no Eiyū: Betsu ni Skill Nanka Iranakattan da ga                                                                         | [ 220 ] |
| 10월                   | 얼굴에 안 나오는 카시와다 씨와 얼굴에 나오는 오타 군                                 |          | 스튜디오 폴론                           | 카미타니 토모히로                                        | Kao ni Denai Kashiwada-san to Kao ni Deru Ōta-kun                                                                               | [ 221 ] |
| 10월                   | 킹덤 (시즌 6)                                                                        |          | - 피에로 - 스튜디오 사인포스트          | 이마이즈미 켄이치                                        | | [ 222 ] |
| 10월                   | 비탄의 망령은 은퇴하고 싶다 ~최약 헌터에 의한 최강 파티 육성술~ (시즌 2)             |          | Zero-G                                  | 타카타 마사히로                                          | Nageki no Bōrei wa Intai Shitai                                                                                                 | [ 223 ] |
| 10월                   | Let's Play                                                                           |          | OLM                                     | 토미야스 다이키                                          | Let's Play: Quest-darake no My Life                                                                                             | [ 224 ] |
| 10월                   | 기계식 마리                                                                          |          | - Zero-G - Liber                        | 니시무라 준지                                            | Kikaijikake no Marie | [ 225 ] |
| 10월                   | 몬스터 스트라이크: 데드버스 리로드                                                   |          |                                         |                                                          | | [ 226 ] |
| 10월                   | 서투른 선배                                                                          |          | 스튜디오 엘르                           | 코타케 아유무                                            | Bukiyō na Senpai | [ 227 ] |
| 10월                   | 내 친구의 여동생이 나에게만 짜증나게 군다!                                           |          | Blade                                   | 코가 카즈오미                                            | Tomodachi no Imōto ga Ore ni Dake Uzai                                                                                          | [ 228 ] |
| 10월                   | 어새신인 내 스테이터스가 용사보다도 분명히 강할 텐데                                 |          | 선라이즈                                | 하바라 노부요시                                          | Assassin de Aru Ore no Status ga Yūsha Yori mo Akiraka ni Tsuyoi Nodaga                                                         | [ 229 ] |
| 10월                   | 닌자와 고쿠도                                                                        |          | 스튜디오 딘                             | 와타나베 토시노리                                        | Ninja to Gokudō | [ 230 ] |
| 10월                   | 노하라 히로시의 점심 방식                                                            |          | DLE                                     | 니시야마 츠카사                                          | | [ 231 ] |
| 10월                   | 원펀맨 (시즌 3)                                                                      |          | J.C.STAFF                               |                                                          | | [ 232 ] |
| 10월                   | 이세계 먼치킨: HP 1로 최강 최속 던전 공략!                                           |          | Durandal                                | - 요코타 마모루 (총감독) - 요시미즈 케이 - 후쿠시 나오야 | Isekai Munchkin: HP 1 no Mama de Saikyō Saisoku Dungeon Kōryaku                                                                 | [ 233 ] |
| 10월                   | 악식 영애와 흡혈 공작: 그 마물, 제가 맛있게 먹겠습니다!                              |          |                                         |                                                          | Akujiki Reijō to Kyōketsu Kōshaku: Sono Mamono, Watashi ga Oishiku Itadakimasu!                                                 | [ 234 ] |
| 10월                   | 신 란마 ½ (시즌 2)                                                                   |          | MAPPA                                   | 우다 고노스케                                            | | [ 235 ] |
| 10월                   | 아버지는 영웅, 어머니는 정령, 딸인 저는 전생자                                       |          | J.C.STAFF                               | 후쿠시마 토시노리                                        | Chichi wa Eiyū, Haha wa Seirei, Musume no Watashi wa Tenseisha                                                                  | [ 236 ] |
| 10월                   | 사와라나이데 코테사시 군                                                             |          | Quad                                    | 사이토 히사시                                            | | [ 237 ] |
| 10월                   | 샤바케                                                                               |          | 반다이 남코 픽처스                      | 오오카와 타카히로                                        | | [ 238 ] |
| 10월                   | 스파이 패밀리 (시즌 3)                                                               |          | - WIT STUDIO - CloverWorks              | 이마이 유키코                                            | | [ 239 ] |
| 10월                   | 아군이 너무 약해서 보조 마법에만 전념하던 궁정 마법사, 추방당하고 최강을 목표로 한다 |          | 겟코                                    | 타카하시 켄                                              | Mikata ga Yowasugite Hojo Mahō ni Tesshiteita Kyūtei Mahōshi, Tsuihō Sarete Saikyō o Mezasu                                     | [ 240 ] |
| 10월                   | 공주 기사는 야만인의 아내                                                            |          | 주몬도                                  | 타나카 타카유키                                          | Himekishi wa Barbaroi no Yome                                                                                                   | [ 241 ] |
| 10월                   | 전생 악녀의 흑역사                                                                   |          | 스튜디오 딘                             | 사쿠라이 히로아키                                        | Tensei Akujo no Kuro Rekishi | [ 242 ] |
| 10월                   | 나를 먹고 싶은, 괴물                                                                 |          | 스튜디오 링스                           | - 쿠즈야 나오유키 (총감독) - 스즈키 유스케               | Watashi o Tabetai, Hito de Nashi                                                                                                | [ 243 ] |
| 10월                   | 불멸의 그대에게 (시즌 3)                                                             |          | - 드라이브 - 스튜디오 마스켓            | - 사야마 키요코 (총감독) - 요코테 소타                   | Fumetsu no Anata e | [ 244 ] |
| 10월                   | 토지마 탄자부로는 가면 라이더가 되고 싶어                                            |          | 라이덴 필름                             | 이케조에 타카히로                                        | Tōjima Tanzaburō wa Kamen Rider ni Naritai                                                                                      | [ 245 ] |
| 10월                   | 종말 투어링                                                                          |          | Nexus                                   |                                                          | Shūmatsu Touring | [ 246 ] |
| 10월                   | 토와노 유구레                                                                        |          | P.A.WORKS                               | 츠다 나오카츠                                            | | [ 247 ] |
| 10월                   | 우마무스메 신데렐라 그레이 (part 2)                                                  |          | CygamesPictures                         | - 이토 유키 - 미우라 타케히로                            | | [ 248 ] |
| 10월                   | 완댄스                                                                               |          | - 매드하우스 - 사이클론 그래픽스        | 카토 미치야                                              | | [ 249 ] |
| 10월                   | 야노 군의 평범한 나날                                                                |          | 아지아도 애니메이션 웍스                | 마츠오 신페이                                            | | [ 250 ] |

### 오리지널 넷 애니메이션
2025년 1월 1일부터 12월 31일까지 첫 방영될 오리지널 넷 애니메이션 목록이다.
| 첫 방영 시작 및 종료일 | 제목                                     | 에피소드 | 스튜디오                          | 감독                                     | Original title      | Ref     |
| ---------------------- | ---------------------------------------- | -------- | --------------------------------- | ---------------------------------------- | ------------------- | ------- |
| 2월 27일               | 카이류와 유비인야 씨                     | 1        | 코믹스 웨이브 필름                | 키무라 타쿠                              |                     | [ 251 ] |
| 4월 1일 – 4월 5일      | 사랑하는 원피스                          | 5        | 도에이 애니메이션                 | - 카마타니 유 - 오모야 하즈키            |                     | [ 252 ] |
| 4월 10일               | 문라이즈                                 | 18       | WIT STUDIO                        | 코이즈카 마사시                          |                     | [ 253 ] |
| 4월 16일 – 5월 21일    | 리코리스 리코일: 친구는 시간 도둑        | 6        | A-1 Pictures                      | 아다치 신고                              |                     | [ 254 ] |
| 6월 20일               | 루팡 3세: 제니가타와 두 루팡             |          | 텔레콤 애니메이션 필름            | 코이케 타케시                            |                     | [ 255 ] |
| 6월 25일               | 신세이 갈버스                            | 1        | S.o.K                             | 오오히라 아야카                          |                     | [ 256 ] |
| 6월 28일 –             | 타코피의 원죄                            | 6        | Enishiya                          | 이이노 신야                              | Takopi no Genzai    | [ 257 ] |
| 7월 4일                | 슈가슈가룬 레 두 소르시에르              | 1        | 스튜디오 카라                     | 마츠이 유스케                            |                     | [ 258 ] |
| 7월 10일               | 레비아탄                                 | 12       | 오렌지                            | 크리스토프 페레이라                      |                     | [ 259 ] |
| 7월 16일               | 불릿/불릿                                |          | E&H 프로덕션                      | 박성후                                   |                     | [ 260 ] |
| 7월 24일               | 마이 멜로디 & 쿠로미                     | 12       | 토루쿠 스튜디오                   | 미사토 토모키                            |                     | [ 261 ] |
| 9월 4일                | 포켓몬 컨시어지 (part 2)                 |          | 드워프 스튜디오                   | 오가와 이쿠                              |                     | [ 262 ] |
| 9월                    | 캣츠 아이                                |          | 라이덴 필름                       | 스에다 요시후미                          |                     | [ 263 ] |
| 10월                   | 디즈니: 트위스티드원더랜드 더 애니메이션 |          | - 유메타 컴퍼니 - 그라피니카      | - 나토리 타카히로 (총감독) - 카타가이 신 |                     | [ 264 ] |
| 12월                   | 종말의 발키리 (시즌 3)                   |          | - 유메타 컴퍼니 - 마루 애니메이션 | 하츠미 코이치                            | Shūmatsu no Walküre | [ 265 ] |

### 오리지널 비디오 애니메이션
2025년 1월 1일부터 12월 31일까지 첫 방영될 오리지널 비디오 애니메이션 목록이다.
| 첫 방영 시작 및 종료일 | 제목                                       | 에피소드 | 스튜디오 | 감독          | Original title | Ref     |
| ---------------------- | ------------------------------------------ | -------- | -------- | ------------- | -------------- | ------- |
| 3월 19일               | SK∞ 에스케이 에이트 특별편                 | 4        | 본즈     | 우츠미 히로코 |                | [ 266 ] |
| 4월 25일               | 이 멋진 세계에 축복을! 3 -보너스 스테이지- | 2        | 드라이브 | 아베 유지로   |                | [ 267 ] |

## 사망

### 1월
- 1월 6일: 데일 윌슨, 캐나다 성우 (드래곤볼 Z 셀, 트랜스포머 마이크론 전설 스모크스크린, 카드캡터 사쿠라 크로우 리드 목소리), 82세로 사망.[268]
- 1월 8일:
  - 오니시 요이치(일본어판), 일본 애니메이터 및 애니메이션 감독 (드래곤볼, 숲의 요정 페어리루, 도망치는 아이: 그레이트 미션, 매지컬 파티(일본어판)).[269]
  - 신카와 히로시(일본어판), 일본 작곡가 및 편곡가 (캣츠 아이, 변덕스러운 오렌지로드, 무사 쥬베이, 워너 비스, 보이프렌드), 허혈성 심부전으로 69세로 사망.[270]
- 1월 29일: 시모조 아토무, 일본 성우 (인간 교차점 츠츠이 후토시 목소리), 급성 경막하 혈종으로 78세로 사망.[271]

### 2월
- 2월 2일: 코나가이 노부마사(일본어판), 일본 만화 편집자 (유리가면, 스케반 형사), 94세로 사망.[272]
- 2월 9일: 윌리엄 H. 배싯, 미국 배우 (오! 나의 여신님 극장판, 기동전사 건담 0083 스타더스트 메모리, 공각기동대 STAND ALONE COMPLEX 성우), 89세로 사망.[273]
- 2월 16일: 미야와키 오사무(일본어판), 일본 사업가 (카이요도 설립자), 96세로 사망.[274]

### 3월
- 3월 11일: 데이브 말로우, 미국 성우 (디지털 몬스터 엔젤몬 목소리), 76세로 사망.[275]
- 3월 18일: 카와나미 요코, 일본 성우 (장갑기병 보톰즈 코콘나 바르트라, 닥터 슬럼프 노리마키 미도리, 육신합체 갓마즈 휴가 미카 목소리), 67세로 사망.[276]

### 4월
- 4월 15일: 시로야마 켄, 일본 성우 (나루토 질풍전 에비조, 스프리건 마이젤 박사, UFO 전사 다이 아폴론 가메츠 목소리), 92세로 사망.[277]

### 5월
- 5월 7일: 하라다 쿠니치카, 일본 만화가 (프로레슬링 슈퍼스타 열전, 키무라), 심장마비로 73세로 사망.[278]
- 5월 13일: 키아라, 일본 음악가이자 노이즈셀의 베이시스트 (바라카몬, 데스 퍼레이드, 톤에가와씨의 중간관리록 엔딩곡 연주), 사망.[279]

### 6월
- 6월 11일: 사이토 아유무, 일본 배우 (썸머 워즈 진노우치 와비스케 목소리), 60세로 사망.[280]

### 7월
- 7월 8일: 제임스 카터 캐스카트, 미국 성우 (포켓몬스터 로이, 나옹, 오박사 목소리), 71세로 사망.[281]